# Geistthal
Geistthal è una frazione di 1 617 abitanti del comune austriaco di Geistthal-Södingberg, nel distretto di Voitsberg, in Stiria. Già comune autonomo, il 1º gennaio 2015 è stato fuso con l'altro comune soppresso di Södingberg per costituire il nuovo comune.